# Ermida de Nossa Senhora dos Remédios (Malveira)

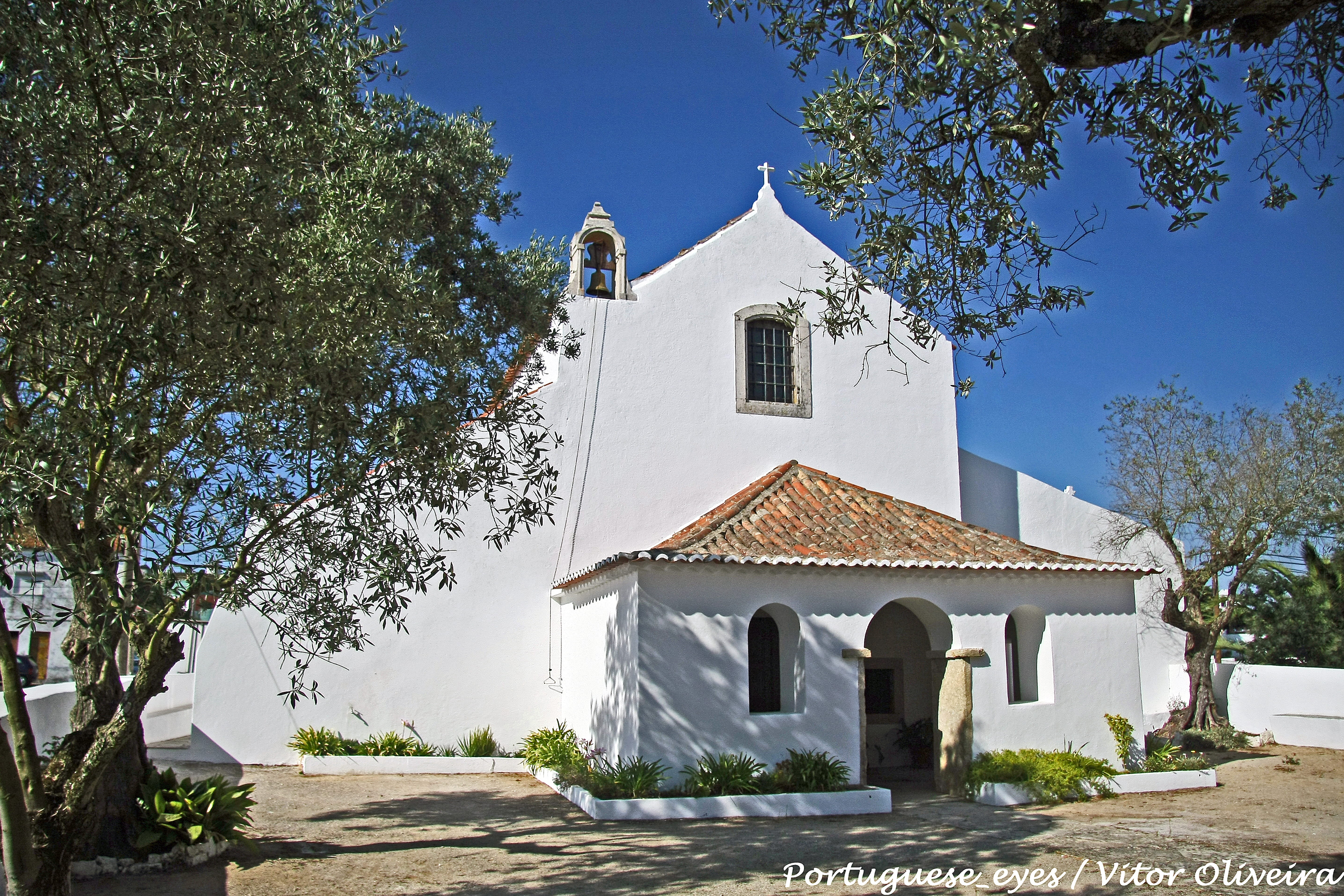
Ermida de Nossa Senhora dos Remédios, em Malveira

A Ermida de Nossa Senhora dos Remédios localiza-se na Malveira de Cima, na vila e na antiga Freguesia da Malveira, no Município de Mafra, no Distrito de Lisboa, em Portugal.

## História
Desconhecendo-se a data certa da construção da ermida, é dado como certo a sua existência em 1723, ano em que deverá ter sido reconstruída. De acordo com os historiadores, o templo deverá remontar a finais do século XVII, altura em que por toda a região se levantaram inúmeras igrejas e ermidas, resultado do fervor religioso da época.
No exterior o destaque vai para o bem proporcionado alpendre da fachada principal - já do século XX -, para o registo de azulejos do século XIX com a figura de Nossa Senhora dos Remédios e ainda para um elegante campanário no lado esquerdo da fachada. O cruzeiro data de 1771.
As paredes do interior são revestidas a azulejos e o chão do adro a grandes lajes de calcário. Uma pia de água benta seiscentista dá razão à datação da ermida, assim como os pedestais das colunas de pedra que sustentam o coro alto.
A ermida deverá ter sido construída na mesma altura da Capela de Santo António da Carrasqueira que, pelo menos em 1709, já existia.
A 15 de Agosto realiza-se uma celebração em honra de Nossa Senhora dos Remédios, seguida de procissão. Até meados do século XX esta celebração coincidia com as famosa festas do barrete preto.